# Villa Grazioli

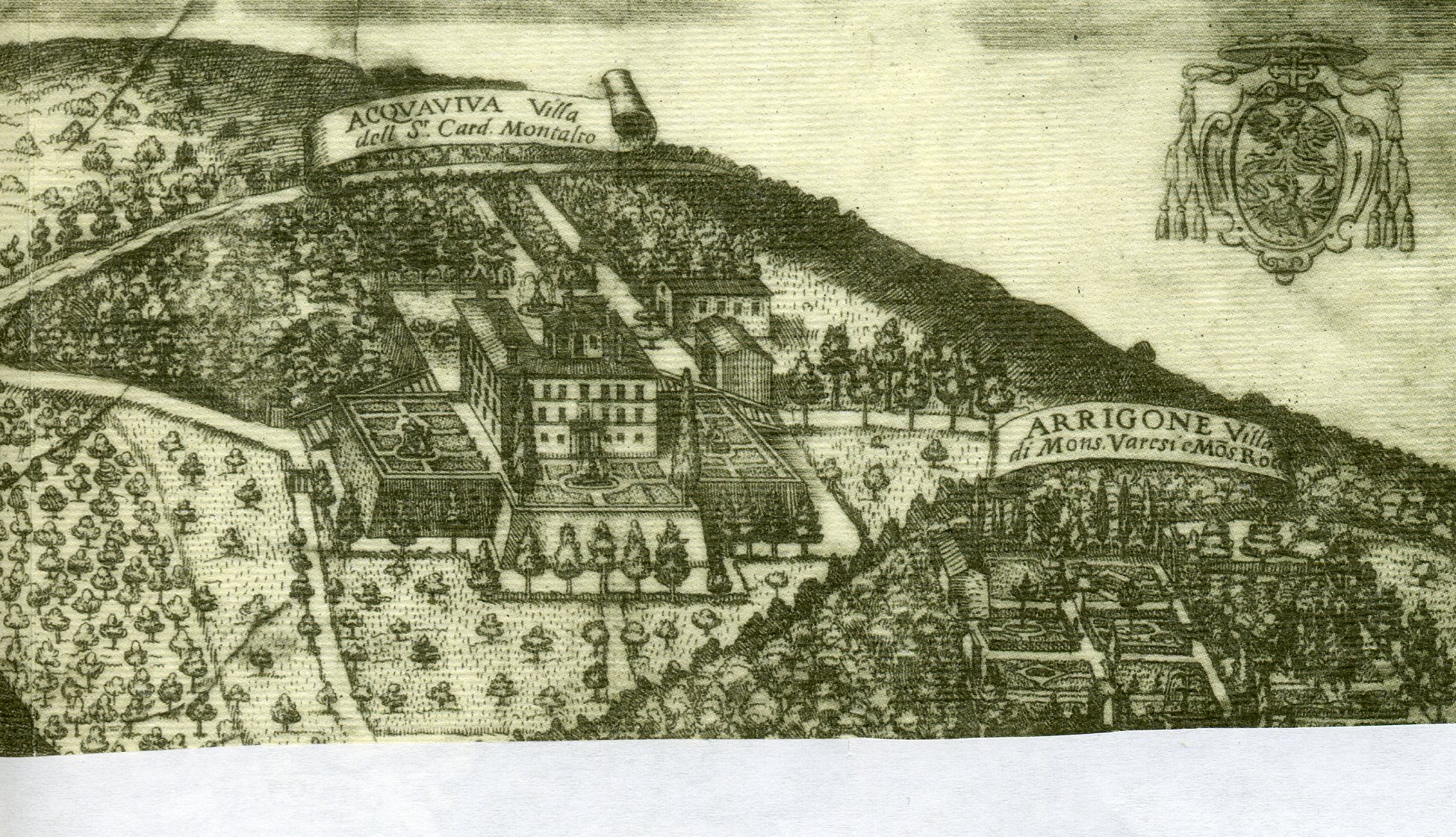
Stampa del 1620 di Matteo Greuter

Villa Grazioli è una delle dodici Ville Tuscolane.
Attualmente ubicata nel territorio comunale di Grottaferrata, venne costruita nel 1580 dal cardinal Antonio Carafa su un terreno di proprietà dei PP. Maroniti, dei quali il prelato era protettore. Nel 1591 la proprietà della villa passò al cardinal Ottavio Acquaviva, figlio del duca di Atri Giovanni Girolamo, il quale dopo la sua nomina ad Arcivescovo di Napoli la concede a settembre del 1605 in uso ai fratelli di Paolo V.
Nel 1612 la villa passa al cardinal Scipione Borghese, che però la cede al cardinal Taverna in cambio di Villa Mondragone a Frascati; il Taverna a sua volta la vendette al principe Michele Peretti il 21 luglio 1614, nipote di papa Sisto V.
La villa passa dunque ai Savelli, i quali nel 1683 la cedono al duca Livio Odescalchi, che cura il consolidamento della struttura tra il 1696 e il 1698, il tutto sotto la direzione dell'architetto Giovanni Battista Fontana.
Nel 1737, Baldassarre Erba Odescalchi commissionò al celebre pittore e scenografo Giovanni Paolo Pannini la decorazione della nuova galleria raffigurando sulle pareti Apollo e Diana, le Allegorie delle Stagioni e le Allegorie dei quattro continenti, e nella volta gli stemmi Odescalchi (l’aquila, il leone, la navicella), i segni dello Zodiaco e  i quattro elementi (Aria, Acqua, Fuoco e Terra).
Nel 1833 la proprietà passa al Collegio di Propaganda Fide che la vende nel 1870 al duca Pio Grazioli, che fa compiere grandi restauri anche nel parco.
Sono importanti gli affreschi seicenteschi e settecenteschi che adornano buona parte delle stanze della villa e della galleria al secondo piano, attribuiti a vari pittori noti come Agostino Ciampelli, Giovanni Paolo Pannini e Antonio Carracci.

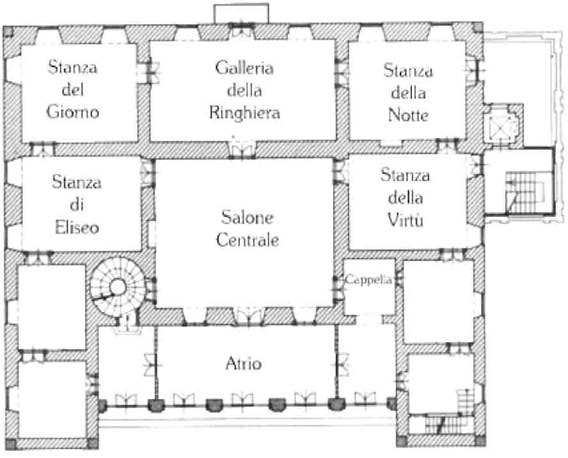

## Villa Grazioli nel territorio dei Castelli Romani
Ville e giardini di Frascati raggiunsero il loro massimo splendore intorno al secondo decennio del XVII secolo. Al viaggiatore che proveniva da Roma, esse dovevano apparire come un complesso unitario e organico fin dal 1620, data cui risale la veduta incisa dal Greuter che reca il titolo: "E" fatta celebre la città di Frascati dalla vaghezza delle sue ville suburbane". La vicinanza di Frascati a Roma faceva sì che a distanza di secoli si ripetesse per il suo territorio un uso analogo a quello che se ne era fatto in età romana, quando il colle del Tuscolo era stato prescelto come sede preferita di ville e giardini da parte dei più potenti ed illustri cittadini romani, tra i quali Catone, Lucullo e Cicerone. La fondazione della Villa si colloca all'inizio di quel processo di trasformazione che avrebbe fatto di un territorio agricolo, quale era il Tuscolo alla fine del Cinquecento, una straordinaria sede di rappresentanza; e coincide con gli anni in cui il pontefice Gregorio XIII, trascorrendovi sempre più frequenti soggiorni, e conducendovi, al suo seguito, i più fidati collaboratori e gli ospiti più insigni, cominciava ad imporre un nuovo segno alla destinazione dell'area di Frascati. Il pendio del Tuscolo, come si presentava allora, cosparso di imponenti rovine di antiche ville romane, offriva un clima adatto a chi cercasse una pausa di raccoglimento fra le gravi responsabilità che la politica della Controriforma imponeva alle gerarchie della Chiesa.
La Villa venne fatta costruire dal cardinale Antonio Carafa: una lapide all'interno della cappella riporta il testo di un "breve" di Gregorio XIII che consacra il sacello a S. Giovanni Battista Questo testo, datato 1580, suggerisce quali fossero le intenzioni del cardinale A. Carafa nel costruirsi una villa: "Il nostro diletto figlio Antonio Carafa.... per riprendersi dalle fatiche che assiduamente sostiene per la Chiesa, si è costruito una villa nell'agro del Tuscolo avendo in animo non tanto di abbandonarsi agli agi e allo svago, quanto piuttosto di attingere, nella tranquillità, ai celesti nutrimenti dello spirito".
All'ideale del godimento dei piaceri terreni offerti dalla campagna, così diffuso in epoca rinascimentale, si sostituiva quello di salute dello spirito, recupero del rapporto con Dio e liberazione dalle pressioni di un'attività lavorativa molto intensa In quegli anni era in atto la riforma religiosa, sancita dal Concilio di Trento: rinnovamento morale, dedizione e pietà rappresentano i canoni fondamentali della Chiesa e i valori da impartire alla società.
Prelato irreprensibile e studioso di valore, il cardinale Antonio Carafa [Montefalcone del Sannio, 1538 - Roma, 1591] fu preposto alla "Congregazione degli Interpreti del Concilio", nella quale aveva il compito di interpretare la dottrina ed i canoni del Concilio di Trento per trasformarli in norme operative. Essendo profondo conoscitore del greco e dell'ebraico, il cardinale Carafa curò un'edizione critica della Vulgata. A Gregorio XIII lo legavano rapporti di stima e di affetto, come appare anche dal testo del "breve" che consacra la cappella della villa. Esso rispecchia significativamente questo legame e la comune aspirazione ad un isolamento devoto e contemplativo, che è componente primaria della vita in villa sullo scorcio del XVI secolo.
Alla morte del Carafa, avvenuta nel 1591, la sua villa passa in proprietà di Ottavio Acquaviva d'Aragona (Napoli 1560 - Roma 1612), suo parente, appena nominato cardinale da Gregorio XIV.
Dell'antico casato napoletano dei duchi d'Atri, l'Acquaviva univa alla cultura umanistica e religiosa doti di abilità diplomatica e una conoscenza del diritto che gli permisero incarichi di rilievo. Nel 1605, tornato a Roma dopo una missione diplomatica ad Avignone, viene nominato Arcivescovo di Napoli. La sua influenza nella vita pubblica fu accresciuta dall'importanza della sua famiglia. Era infatti nipote di Claudio Acquaviva, il generale dei Gesuiti che dava una nuova direzione in quegli anni alle strutture e agli indirizzi pastorali della Compagnia. Da un documento dell'epoca risulta che il 22 novembre 1605 (Urb. Lat. 1073, c. 631 r) il cardinale Acquaviva partiva per Napoli, la diocesi cui era stato preposto, avendo già lasciato fin dal settembre del 1605 la "bella villa" in prestito ai fratelli del nuovo pontefice, eletto quell'anno, Paolo V Borghese. Gli stretti rapporti che legavano il cardinale alla famiglia del neoeletto pontefice, sono deducibili dall'accostamento dello stemma dei Borghese a quello degli Acquaviva in uno degli affreschi al piano nobile della villa.
La villa fu restituita all'Acquaviva ad aprile del 1607 quando fu acquistata la villa del "cardinale di Como", ovvero Bartolomeo Gallio, già Segretario di Stato della S. Sede.
La decorazione di gran parte dei soffitti e delle volte al piano nobile, è da mettere sicuramente in relazione con le committenze del cardinale Acquaviva, il cui stemma appare in tutti questi ambienti, talvolta ricoperto, ma quasi sempre leggibile, dallo stemma dei proprietari successivi. Questo ciclo di affreschi che arricchisce la villa tra il 1603 e il 1607, è un compendio fra i più importanti della tematica decorativa delle ville di Frascati.

## Villa Grazioli nel Cinema
Villa Grazioli, ora sede dell'Hotel Grazioli, è stata utilizzata come location principale del film "Operazione paura", di Mario Bava (nella pellicola si chiama Villa Graps).  Vi è stata girata anche una scena de "Il marchese del Grillo" di Mario Monicelli con Alberto Sordi.